# Станча (Ранковце)
Станча (мкд. Станча) је насеље у Северној Македонији, у североисточном делу државе. Станча је у оквиру општине Ранковце.

## Географија
Станча је смештена у североисточном делу Северне Македоније. Од најближег града, Куманова, село је удаљено 40 km источно.
Село Станча се налази у историјској области Славиште. Насеље је положено високо, на јужним висовима планине Герман, на приближно 1.000 метара надморске висине.
Месна клима је планинска због знатне надморске висине.

## Прошлост
У месту је 1896/1897. школске године започела је рад једноразредна српска основна школа. Један "старовременски" учитељ учио је 14 ђака.

## Становништво
Станча је према последњем попису из 2002. године имала 23 становника. Од тога огромну већину чине етнички Македонци (100%).
Претежна вероисповест месног становништва је православље.

## Личности
- Спаса Гарда српски комитски војвода, погинуо 1912. године код Прилепа.[2]